# Verzameldruk
Verzameldruk ook wel gedefinieerd als het gelijktijdig drukken van meerdere afzonderlijke afbeeldingen op een drukvel, waardoor het maximum drukformaat zo volledig mogelijk wordt benut. Bij deze manier van drukken worden er verschillende orders met dezelfde specificaties verzameld zodat deze tegelijkertijd op één plaat gedrukt kunnen worden. Hierdoor worden de instelkosten over de verschillende orders verdeeld wat een besparing oplevert. 
Het verzamelen van deze orders wordt veelal gedaan door zogeheten online drukkerijen. Doordat deze partijen online opereren is hun afzetgebied groot waardoor er schaalvoordelen bestaan en er wederom prijsvoordeel is voor de klant. Het nadeel van verzameldruk is dat er een beperkt aantal papiersoorten, formaten en aantallen worden aangeboden. Ook kunnen de kleuren niet per order afzonderlijk afgesteld worden aangezien de kleuren van de naastliggende orders ook mee veranderen.